# Núi Nhạn

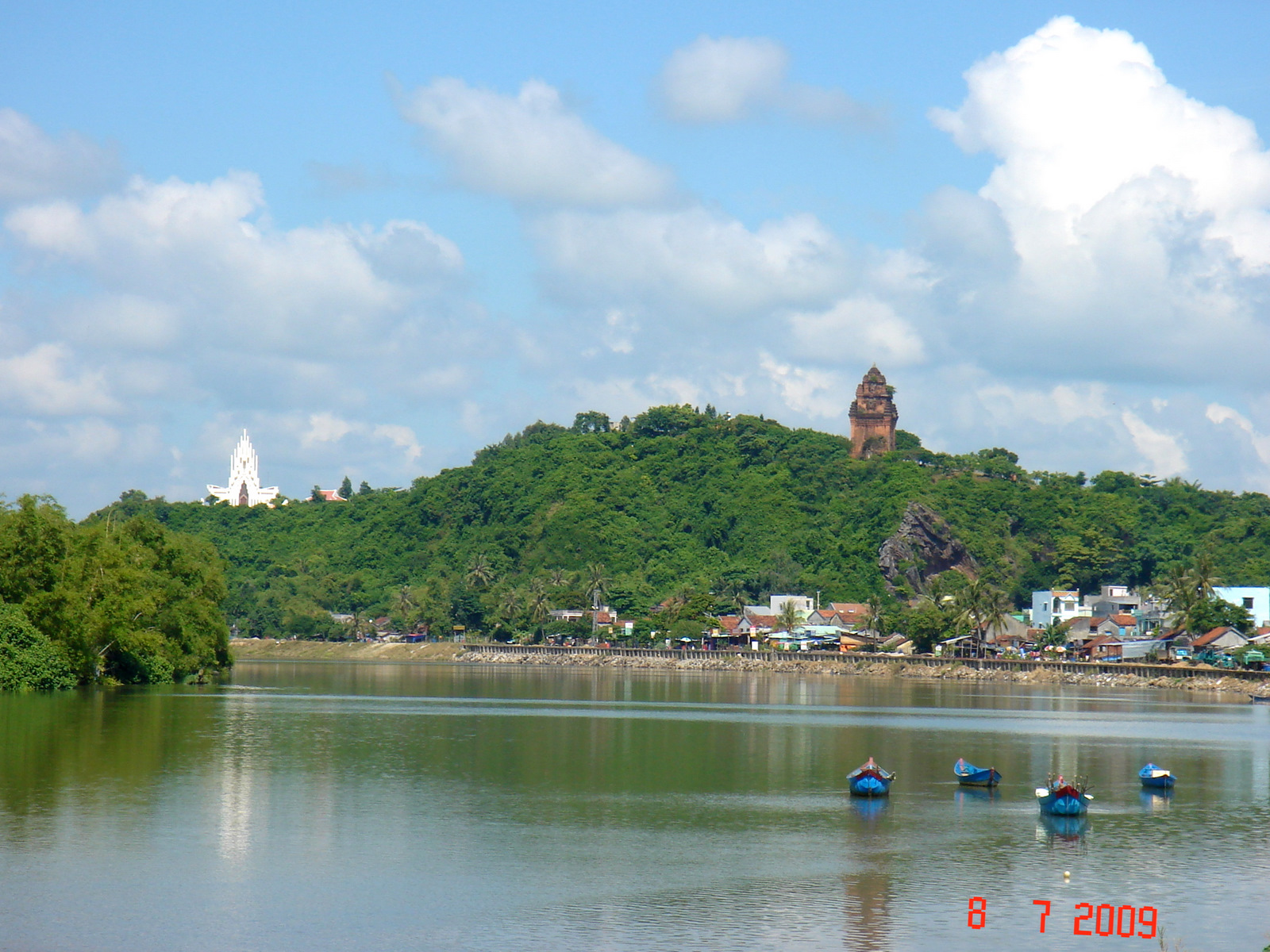
Núi Nhạn bên sông Đà Rằng

Núi Nhạn, còn gọi là núi Nhạn Tháp, núi Bảo Tháp, núi Tháp Dinh hay núi Khỉ; là ngọn núi nhỏ nằm giữa đồng bằng Tuy Hòa, trên bờ bắc sông Đà Rằng, thuộc phường 1, thành phố Tuy Hòa, tỉnh Phú Yên,Việt Nam.

## Mô tả
Núi Nhạn cao khoảng 60 mét so với mặt nước biển, có đường chu vi quanh núi khoảng trên 1 km. Núi tuy nhỏ, nhưng vì có tháp cổ ở trên nên vẫn có tên trong địa chí Nhà Nguyễn .
Trước đây, trên núi Nhạn có rất nhiều cây cối rậm rạp, đặc biệt là mai rừng; có nhiều loài chim như Nhạn (vì thế có tên núi Nhạn), cò và rất nhiều khỉ (nên núi còn được gọi là núi Khỉ ). Sau, khoảng năm 1961, vì nhu cầu quân sự, cây cối bị đốn chặt để xây dựng đồn bốt, nên khỉ và chim cũng dần bỏ đi nơi khác.
Ngày nay, đứng trên đỉnh núi Nhạn, người ta có thể thấy bao quát một vùng non nước Phú Yên với toàn cảnh thành phố Tuy Hòa, làng hoa Bình Ngọc, núi Đá Bia, Biển Đông và hai chiếc Cầu đường sắt và đường bộ dài 1.100 m bắt song song qua sông Ba.

## Tên gọi, truyền thuyết
Về tên gọi chính thức (núi Nhạn), có ba giả thuyết. Một là, do núi có hình thế như con chim nhạn xòe đôi cánh, với phần đầu là chỗ giao nhau giữa Quốc lộ 1 và sông Chùa, cổ thon nhỏ lại rồi phình to ra như đôi cánh chim ở phần đường Tản Đà. Hai là, vì ngày xưa núi này có loài nhạn đến ở. Và ba là, vì ngôi tháp cổ trên núi nhìn từ xa giống như con chim nhạn.
Về quá trình hình thành núi Nhạn, truyền thuyết kể rằng, thuở xa xưa đất Tuy Hòa là một vùng đầm lầy trũng thấp, là nơi cư trú của nhiều loài thủy sinh và thú dữ. Để có chỗ cho dân sinh sống, và cũng để bảo vệ người dân, một ngày kia Trời sai một người khổng lồ xuống gánh đá lấp đầy những vùng trũng, hình thành cả một cánh đồng Tuy Hòa bây giờ. Tuy nhiên, đến khi đổ đá lấn biển, vì muốn sớm về trời, người khổng lồ kia đã gánh nặng gấp hai ba lần. Do đó, trong một lần gánh, chiếc đòn gánh bỗng gãy đôi vì quá nặng, làm rơi xuống cả hai thúng đá, và đó chính là hai cụm núi: núi Nhạn và núi Chóp Chài.

## Di tích, tượng đài
Trên đỉnh núi Nhạn có tháp Chăm cổ kính được gọi là Tháp Nhạn. Vì thế, núi Nhạn còn được gọi là núi Nhạn Tháp, núi Bảo Tháp, hay núi Tháp Dinh.
Tháp Nhạn được người Chăm xây dựng vào khoảng thế kỷ XI. Tháp có cấu trúc khối hình chóp vuông vững chắc cao 25m, gồm tất cả bốn tầng thu nhỏ dần khi lên cao. Năm 1988, di tích tháp Nhạn được Bộ Văn hóa Thông tin công nhận là di tích kiến trúc - nghệ thuật cấp quốc gia.
Ở mạn Đông Nam chân núi Nhạn có ngôi chùa Hàm Long nằm khuất sau chòm cây cổ thụ, lưng tựa vào vách núi đá lớn dựng đứng, cao ngất. Chùa Hàm Long sau đổi tên là Kim Long tự và được vua Bảo Đại năm thứ 5 ban sắc tứ. Dưới chân vách đá, bên cạnh chùa có một cái hang, đường kính chừng 3 mét xuyên vào lòng núi và ăn thông ra bờ sông. Người xưa cho đó là hàm của rồng nên mới đặt tên chùa là Hàm Long. Trải qua nhiều mưa bão, đất đá đã chài xuống lấp dần cửa hang.
Năm 1983, một đài tưởng niệm các anh hùng liệt sĩ đã được khởi công trên đỉnh núi Nhạn, và đã hoàn thành năm 2007. Công trình này gồm bảo tàng trưng bày ở bên dưới, phần trên là tháp đài cao 30 mét, tựa lưng vào tháp là cụm tượng đài...

## Trong thơ ca
Xưa, vì núi Nhạn có nhiều khỉ và ở cạnh sông, nên có câu ca vừa liên tưởng, vừa hóm hỉnh như sau:
Trông lên hòn núi Nhạn
Đến bên hữu ngạn sông Đà,
Chuông chiều đổi tiếng ngân nga,
Chợt thấy ông Hạng Vũ vịn nhánh đa mà chuyền.
Cô gái đò nhìn xuống nước cười duyên,
Tưởng nàng Ngu Cơ đứng đợi ở miền Ô Giang.
Thời tiền chiến, nhà thơ Trường Xuyên đi qua đấy, chợt chạnh lòng có thơ rằng:
Sông Đà mây nước trôi ngày tháng,
Chia biệt còn lưu mấy nhịp cầu.
Dưới nguyệt đi về thương bóng lẻ,
Ngùi ngùi non Nhạn gió đưa thu.
Ngoài ra, nữ sĩ Mộng Tuyết và nhà thơ Huỳnh Khinh (người Phú Yên) cũng đã có thơ ca ngợi:
Nửa thế kỷ rồi qua Phú Yên
Sông Đà núi Nhạn nước non tiên.
Bài thơ tương thức tình tương ngộ
Trọng nghĩa tư giao quý bạn hiền.
(Mộng Tuyết)
Lên chơi núi Nhạn buổi tà dương
Phong cảnh nhìn xem đẹp lạ thường
Trước mặt mây hồng vờn biển bạc
Sau lưng gác tía gợn tia vàng.
(Huỳnh Khinh)
Trong bài hát "Anh còn nợ em" cũng có câu: "Anh còn nợ em, chim về núi Nhạn,..."
Ngày nay, cụm thắng cảnh "Núi Nhạn – Sông Đà" đã trở thành biểu tượng của tỉnh Phú Yên.